# بيرجيت سادولين
بيرجيت سادولين (بالدنماركية: Birgit Sadolin)‏ هي ممثلة دانمركية، ولدت في 10 أكتوبر 1933 بالدنمارك.

## وصلات خارجية
- بيرجيت سادولين على موقع IMDb (الإنجليزية)
- بيرجيت سادولين على موقع ميوزك برينز (الإنجليزية)
- بيرجيت سادولين على موقع قاعدة بيانات الأفلام السويدية (السويدية)
- بيرجيت سادولين على موقع ديسكوغز (الإنجليزية)
- بيرجيت سادولين على موقع قاعدة بيانات الفيلم (الإنجليزية)
- بيرجيت سادولين على موقع كينوبويسك (الروسية)